# Brout (Démo)
Empalot es una banda francesa formada en 1998 y originaria de Landas, Francia. Compuesto por Joe (Venceslas Podaldo) y Mario (Daniel Pestou), cantante / guitarrista y batería de Gojira.

## Canciones
1. "Cot Cot Décapitation" − 2:30
2. "On" − 0:30
3. "Chez Évelyne" − 3:06
4. "Buibubi" − 5:21
5. "Misanthropic Foie Gras" − 4:47
6. "Mr. Loyal" − 3:35
7. "Zaramapotato" − 2:30
8. "Kirikou" − 2:33
9. "Muy Bien!" − 2:18
10. "Mister Inconvenient" − 3:10
11. "π KK" − 4:02
12. "Caravan Man" − 1:44
13. "Notre Dame de Saint Hubert" − 3:36
14. "Gué Gué" − 2:33
15. "Vvvvvvvvv" − 2:07
16. "Unknown title" − 28:27

## Personal
- Joe Duplantier – voz, guitarra
- Mario Duplantier – batería
- Stéphane Chateauneuf – voz
- Laurentx – saxofón
- Christian Maisonnave − percusión
- Monsieur Dru − pose estática, danza[1]